# Litoria contrastens
Litoria contrastens är en groddjursart som först beskrevs av Tyler 1968.  Litoria contrastens ingår i släktet Litoria och familjen lövgrodor. IUCN kategoriserar arten globalt som otillräckligt studerad. Inga underarter finns listade i Catalogue of Life.